# Raccomandata con Ricevuta di Ritorno
Raccomandata con Ricevuta di Ritorno (frequentemente abreviado RRR) foram um grupo de rock progressivo de breve duração originário de Roma.

## História
O grupo se formou em Roma em 1972. Todos os componentes provinham de vários grupos. O cantor Lugiano Regoli havia tido uma experiência anterior com os "Buble Gum" e com "Il Ritratto di Dorian Gray".
O estilo de música era de um rock progressivo sinfônico e romântico com influências jazz e folk, de estilo semelhante ao King Crimson e Jethro Tull..
O único álbum, intitulado Per... un mondo di cristallo foi publicado pela etiqueta Fonit Cetra, em 1972. A banda tocou nos principais festivais abertos, entre 1972 e 1973, para depois desaparecer por conta das pressões da gravadora que os obrigava a participar do Festival de Sanremo.
Em 2010, como antecipado por comunicado  Luciano Regoli anunciava a reunião do grupo, o qual publicou o segundo álbum, Il pittore volante, para a etiqueta BTF/Warner  com o nome de La Nuova Raccomandata con Ricevuta di Ritorno. Para o novo disco tomaram parte alguns membros históricos como Nanni Civitenga, Roberto Gardin, que substituiu Manlio Zacchia nos anos 1970, e Walter Martino, do Goblin e Libra, além do brasileiro Cláudio Simonetti (Goblin, Ritratto di Dorian Gray), Fabio Pignatelli (Goblin) e importantes hóspedes como Lino Vairetti (do Osanna), Nicola di Staso (Libra), Carl Verheyen (Supertramp) e Maurizio Pariotti (do DGM).
A primeira, e até o momento única exibição, com a nova denominação ocorreu em novembro de 2010 no festival celebrativo do Progressivo Italiano, Prog Exibithions", de Roma, com hóspedes no palco do calibre de Cláudio Simonetti e Thijs Van Leer, do Focus. A inteira exibição está veiculada na caixa celebrativa DVD/CD "Prog Exibithions 2010", 40 anni di musica immaginifica", publicado pela D&D/Ed. Aerostella.

## Formação
- Luciano Regoli: voz, violão
- Nanni Civitenga: violão, guitarra elétrica 12 cordas
- Stefano Piermarioli: teclado (piano, órgão Hammond C3, piano)
- Francesco Froggio Francica: bateria, percussões
- Manlio Zacchia: baixo, contrabaixo
- Damaso Grassi: sax, flauta

## Formação atual (Exibida no Prog Exibithions 2010)
- Luciano Regoli: voz, violão
- Nanni Civitenga: baixo
- Walter Martino: bateria e percussões
- Maurizio Pariotti: teclados
- Massimiliano Castellani: guitarras
- Alessandro Tomei: flauta e sax

## Discografia

### 45 rotações
- L'Ombra/Immagini, Sogno e Realtà (a primeira do álbum Per... un mondo di cristallo, a segunda é um estrato de Sogni di Cristallo, do mesmo álbum)

### Álbum
- 1972 Per... un mondo di cristallo - (LP, Fonit Cetra), (CD, Fonit Cetra (1989), e BTF-VM2000 (2006)
- 2010 Il pittore volante - (BTF/Warner Music)

## Note
1. ↑  http://www.progarchives.com/artist.asp?id=535
2. ↑  Comunicado sobre o movimento prog[ligação inativa]
3. ↑  Resenha no Truemetal